# Pierre Théodore Virlet d'Aoust
Pierre Théodore Virlet d'Aoust foi um geólogo francês nascido em Avesnes-sur-Helpe em 18 de maio de 1800 e morto em 14 de maio de 1884.

## Biografia
Engenheiro civil em Minas treinado na École des Mines de Saint-Etienne, ele fez parte da expedição da Comissão Científica de Morea no final da Guerra da Independência Grega e foi contratado pelo governador Ioánnis Kapodístrias para realizar a planos para um canal de Corinto.
Ele descobriu locais micênicos em Syros e Skopelos.
Ele viajou para a América e propôs um projeto do Canal do Panamá.
Membro respeitado da Sociedade Geológica da França e da Sociedade Geográfica de Paris, foi cavaleiro da Legião de Honra e da Ordem do Salvador (Grécia).